# Patrick van Luijk
Patrick Jermaine Herschel van Luijk (Spijkenisse, 17 settembre 1984) è un velocista olandese.
Nel suo palmarè vanta una medaglia d'oro nella staffetta 4×100 metri e una d'argento nei 200 metri piani agli europei di Helsinki 2012.

## Biografia
Nato a Spijkenisse da madre olandese e padre giamaicano, da giovane pratica assiduamente il calcio. Dopo aver militato nelle giovanili del Feyenoord e in quelle del Dordrecht, scegli di focalizzarsi solamente sulla propria istruzione a causa degli eccessivi impegni sportivi.
Successivamente si appassiona al ninjutsu e infine all'atletica leggera, iniziando a praticare tale disciplina a partire dal 2004. Ora allenato da Errol Esajas, dimostra subito grande dedizione allo sport e si guadagna l'accesso agli europei di Göteborg 2006. Qui compete nella gara dei 200 metri piani, dove è eliminato in batteria, e nella staffetta 4×100 metri, classificandosi ottavo in 39"64 assieme ai compagni Timothy Beck, Caimin Douglas e Guus Hoogmoed.
Conquista le sue prime medaglie internazionali agli europei di Helsinki 2012, prima con un secondo posto nei 200 metri dietro al connazionale Churandy Martina, e poi come membro della squadra olandese (assieme allo stesso Martina, Brian Mariano e Giovanni Codrington) capace di cogliere il successo nella 4×100 con un nuovo record nazionale di 38"34.
Alle Olimpiadi estive di Londra 2012 è membro della squadra olandese nella staffetta 4×100 m, che con il tempo di 38"39 conclude la finale al quinto posto.

## Progressione

### 100 metri piani
| Stagione | Risultato | Luogo          | Data      | Rank. Mond. |
| -------- | --------- | -------------- | --------- | ----------- |
| 2016     | 10"39     | Hengelo        | 22-6-2016 |             |
| 2011     | 10"29     | Hengelo        | 29-5-2011 |             |
| 2009     | 10"45     | Hengelo        | 1-6-2009  |             |
| 2008     | 10"25     | Leiria         | 21-6-2008 |             |
| 2006     | 10"79     | Heusden-Zolder | 22-7-2006 |             |

### 200 metri piani
| Stagione | Risultato | Luogo     | Data      | Rank. Mond. |
| -------- | --------- | --------- | --------- | ----------- |
| 2015     | 21"18     | Hengelo   | 24-5-2015 |             |
| 2012     | 20"47     | Leida     | 9-6-2012  |             |
| 2011     | 20"62     | Ostrava   | 31-5-2011 |             |
| 2009     | 20"52     | Ginevra   | 6-6-2009  |             |
| 2008     | 20"76     | Amsterdam | 6-7-2008  |             |
| 2006     | 21"05     | Göteborg  | 9-8-2006  |             |

## Palmarès
| Anno | Manifestazione  | Sede      | Evento      | Risultato  | Prestazione | Note                                     |
| ---- | --------------- | --------- | ----------- | ---------- | ----------- | ---------------------------------------- |
| 2006 | Europei         | Göteborg  | 200 m piani | Batteria   | 21"46       |                                          |
| 2006 | Europei         | Göteborg  | 4×100 m     | 8º         | 39"64       |                                          |
| 2008 | Giochi olimpici | Pechino   | 4×100 m     | dq         | 38"87       |                                          |
| 2009 | Europei indoor  | Torino    | 60 m piani  | Batteria   | 6"72        |                                          |
| 2009 | Mondiali        | Berlino   | 200 m piani | Batteria   | 21"05       |                                          |
| 2009 | Mondiali        | Berlino   | 4x100 m     | Batteria   | 38"95       | Miglior prestazione personale stagionale |
| 2011 | Europei indoor  | Parigi    | 60 m piani  | Semifinale | 6"70        |                                          |
| 2011 | Mondiali        | Taegu     | 4x100 m     | Batteria   | dq          |                                          |
| 2012 | Europei         | Helsinki  | 200 m piani | Argento    | 20"87       |                                          |
| 2012 | Europei         | Helsinki  | 4×100 m     | Oro        | 38"34       | Record nazionale                         |
| 2012 | Giochi olimpici | Londra    | 4×100 m     | 5º         | 38"39       |                                          |
| 2014 | Europei         | Zurigo    | 4×100 m     | 5º         | 39"60       |                                          |
| 2015 | Mondiali        | Pechino   | 4×100 m     | Batteria   | 38"41       | Miglior prestazione personale stagionale |
| 2016 | Europei         | Amsterdam | 4×100 m     | 4º         | 38"57       |                                          |